# BAE Systems Corax
BAE Systems Corax, también conocido como Raven —corax significa "cuervo" en griego antiguo—, es un prototipo de vehículo aéreo no tripulado (UAV) para las Fuerzas Armadas británicas desarrollado por BAE Systems Military Air & Information.
Su primer vuelo de prueba tuvo lugar en 2004, después de un ciclo de desarrollo de diez meses. Se dio a conocer al público por primera vez en enero de 2006.
Corax utiliza tecnología furtiva.